# Elaenia martinica
El fiofio caribeño (Elaenia martinica), también denominado elenia o elaenia caribeña (en Colombia y México), mosquero elenia caribeño o parlotero antillano (en México) o jui blanco (en Puerto Rico), es una especie de ave paseriforme de la familia Tyrannidae perteneciente al numeroso género Elaenia. Es nativo de islas del Mar Caribe y de México.

## Distribución y hábitat
Se encuentra en Anguilla, Antigua y Barbuda, Aruba, Barbados, Islas Caimán, Archipiélago de San Andrés, Providencia y Santa Catalina (Colombia), Bonaire, Curaçao, Dominica, Granada, Guadalupe, Martinica, litoral de la Península de Yucatán (México), Montserrat, Puerto Rico, San Bartolomé, San Cristóbal y Nieves, San Eustaquio y Saba, Santa Lucía, San Martín, San Vicente y las Granadinas, Islas Vírgenes de los Estados Unidos, Islas Vírgenes Británicas, inclusive en islas caribeñas del litoral de Belice, Honduras y Nicaragua.
Esta especie es casi omnipresente en la mayoría de las islas. Es más común en el dosel y en los bordes de selvas húmedas de tierras bajas, en bosques caducifolios, en matorrales, bosques cultivados altos y jardines; en terrenos abiertos con árboles y arbustos dispersos; y en manglares. Principalmente en tierras bajas, ocasionalmente en mayores altitudes en islas volcánicas.

## Sistemática

### Descripción original
La especie E. martinica fue descrita por primera vez por el naturalista sueco Carlos Linneo en 1766 bajo el nombre científico Muscicapa martinica; su localidad tipo es: «Martinica».

### Etimología
El nombre genérico femenino «Elaenia» deriva del griego «ελαινεος elaineos» que significa ‘de aceite de oliva’, ‘oleaginosa’; y el nombre de la especie «martinica», se refiere a la localidad tipo: Martinica.

### Taxonomía
Las subespecies occidentales fueron alguna vez consideradas como una especie separada, pero son necesarios más estudios.

### Subespecies
Según las clasificaciones del Congreso Ornitológico Internacional (IOC) y Clements Checklist/eBird se reconocen siete subespecies, divididas en dos grupos que podrían ser especies separadas, con su correspondiente distribución geográfica:
- Grupo politípico martinica, oriental:
  - Elaenia martinica riisii P.L. Sclater, 1860 – Puerto Rico e islas (Culebra, Culebrita, Vieques, Southwest Cay), islas Vírgenes, Anguilla, San Martín, San Bartolomé, Antigua, Barbuda, Islas de Sotavento (Aruba, Curaçao, Bonaire).
  - Elaenia martinica martinica (Linnaeus), 1766 – Antillas menores desde Saba y San Eustaquio al sur hasta Granada.
  - Elaenia martinica barbadensis Cory, 1888 – Barbados.

- Grupo politípico cinerascens, occidental:
  - Elaenia martinica remota Berlepsch, 1907 – costa oriental de la península de Yucatán e islas del litorall de Quintana Roo (Cozumel, Holbox, Meco, Mujeres, Culebra Cay), en el sureste de México.
  - Elaenia martinica chinchorrensis Griscom, 1926 – Banco Chinchorro, litoral de Quintana Roo (sureste de México), y cayos más externos de Belice (Half-moon Cay, Middle Cay, Glover’s Reef).
  - Elaenia martinica cinerescens Ridgway, 1884 – archipiélago de San Andrés, Providencia y Santa Catalina.
  - Elaenia martinica caymanensis Berlepsch, 1907 – islas Caimán.